# پروژه ۲۱۹۵۶
پروژه ۲۱۹۵۶ (به انگلیسی: Project 21956) یک کشتی است که طول آن ۱۶۳ متر (۵۳۴ فوت ۹ اینچ) می‌باشد.